# Obična smukulja
Obična smukulja (lat. Coronella austriaca) je vrsta zmije koja pripada guževima. Obična smukulja pripada zmijama čiji ugriz nije otrovan (tkz. neotrovne). Živi u Europi, na istok od Portugala i Španjolske pa do Irana na istoku, ali i na sjever do Švedske i Latvije.
Velika je oko 50 cm. U Švedskoj smukulje su obično velike do 83 cm, a u Rusiji i rekordnih 93 cm. Ima tipične okrugle zjenice, boja leđa joj varira između sive, smeđe i crvenkaste. Na glavi ima potkovasti uzorak i tamnu liniju koja spaja vrat s očima i nosnicama. Točke crne ili crvenkaste boje su na leđima, koje su obično u cik-cak uzorku. Ženke imaju sivi trbuh, a mužjaci crvenkasto-smeđu, dok je kod mladunaca jarko crvena.
Smukulja je aktivna po danu, u zoru i u sumrak. Spora je ali dobro pliva i roni te je aktivna za kišnog i vlažnog vremena (za razliku od drugih zmija). Hrani se manjim sisavcima, kukcima, zmijama, jajima ptica, manjim ribama i manjim gušterima. Kada je uznemirena, iz analnih žlijezda ispušta tekućinu koja je neugodna mirisa. 
Ženka u gnijezdo snese 5-15 živih mladunaca, duljine oko 15 cm, obično u kolovozu ili rujnu. Pare se u travnju, nakon hibernacije. Ovoviviparna je vrsta. Može doživjeti 18 godina u divljini. Hibernira zimi.
Obična smukulja nije ugrožena u većini zemalja. Odgovaraju joj sve nadmorske visine. Voli osunčana staništa, suhe travnjake, nasipe, vinograde, rubove šuma. 